# 2008-as svéd labdarúgó-bajnokság (első osztály)
A 2018-as Allsvenskan volt a 84. alkalommal megrendezett, legmagasabb szintű labdarúgó-bajnokság Svédországban. A pontvadászat 2008. március 30-án kezdődött és novemberben ért majd véget.

## A bajnokság végeredménye
| #  | Csapat             | M  | Gy | D  | V  | Lg | Kg | Gk  | P  | Megjegyzés          |
| -- | ------------------ | -- | -- | -- | -- | -- | -- | --- | -- | ------------------- |
| 1  | Kalmar FF (B)      | 30 | 20 | 4  | 6  | 70 | 32 | +38 | 64 | BL, 2. selejtezőkör |
| 2  | IF Elfsborg        | 30 | 19 | 6  | 5  | 49 | 18 | +31 | 63 | EL, 2. selejtezőkör |
| 3  | IFK Göteborg       | 30 | 15 | 9  | 6  | 50 | 26 | +24 | 54 | EL, 3. selejtezőkör |
| 4  | Helsingborgs       | 30 | 16 | 6  | 8  | 54 | 41 | +13 | 54 | EL, 1. selejtezőkör |
| 5  | AIK                | 30 | 12 | 9  | 9  | 36 | 32 | +4  | 45 |                     |
| 6  | Malmö FF           | 30 | 12 | 8  | 10 | 51 | 46 | +5  | 44 |                     |
| 7  | Örebro SK          | 30 | 11 | 9  | 10 | 36 | 39 | −3  | 42 |                     |
| 8  | Halmstads BK       | 30 | 11 | 8  | 11 | 41 | 38 | +3  | 41 |                     |
| 9  | Hammarby IF        | 30 | 11 | 8  | 11 | 44 | 51 | −7  | 41 |                     |
| 10 | Trelleborgs FF     | 30 | 9  | 13 | 8  | 33 | 31 | +2  | 40 |                     |
| 11 | GAIS               | 30 | 9  | 11 | 10 | 30 | 36 | −6  | 38 |                     |
| 12 | Djurgårdens IF     | 30 | 9  | 9  | 12 | 30 | 41 | −11 | 36 |                     |
| 13 | Gefle IF           | 30 | 7  | 7  | 16 | 33 | 42 | −9  | 28 |                     |
| 14 | Ljungskile SK (K)  | 30 | 6  | 6  | 18 | 23 | 52 | −29 | 24 | osztályozó          |
| 15 | GIF Sundsvall (K)  | 30 | 5  | 7  | 18 | 26 | 54 | −28 | 22 | Kiesés: Superettan  |
| 16 | IFK Norrköping (K) | 30 | 4  | 8  | 18 | 31 | 58 | −27 | 20 | Kiesés: Superettan  |

Forrás: svenskfotboll.se
Rendezési elv: 1. pontszám; 2. gólkülönbség; 3. lőtt gólok.
1A  svéd kupa győztese indulási jogot szerzett a EL, 2. selejtezőkörébe.
2A Helsingborgs IF indulási jogot szerzett, miután az IFK Göteborg kupa győztesként kvalifikációt szerzett.
# = helyezés; M = játszott meccsek száma; Gy = győzelmek; D = döntetlenek; V = vereségek; Lg = lőtt gólok; Kg = kapott gólok; Gk = gólkülönbség; Pont = pontok; (B) = bajnok; (K) = kiesett; (F) = feljutott.

### Osztályozó
| 2008. november 13. 19:00 |

| Brommapojkarna | 0 – 0       | Ljungskile |
| -------------- | ----------- | ---------- |
|                | Jegyzőkönyv |            |

| Grimsta IP, Stockholm Nézőszám: 2,072 Játékvezető: Markus Strömbergsson (Gävle) |

| 2008. november 16. 15:00 |

| Ljungskile   | 1 – 1       | Brommapojkarna |
| ------------ | ----------- | -------------- |
| Wålemark 48' | Jegyzőkönyv | Haglund 45+3'  |

| H.A. Bygg Arena, Ljungskile Nézőszám: 2,828 Játékvezető: Daniel Stålhammar (Landskrona) |

Brommapojkarna 1–1-es összesítéssel jutott tovább, miután idegenben lőtt góllal nyert.

## Statisztika

### Góllövőlista
| Játékos          | Klub            | Gólok |
| ---------------- | --------------- | ----- |
| Patrik Ingelsten | Kalmar FF       | 19    |
| Anselmo          | Halmstads BK    | 15    |
| Viktor Elm       | Kalmar FF       | 15    |
| Charlie Davies   | Hammarby IF     | 14    |
| Henrik Larsson   | Helsingborgs IF | 14    |
| Ola Toivonen     | Malmö FF        | 14    |
| Hans Berggren    | Gefle IF        | 11    |
| Iván Óbolo       | AIK             | 10    |